# Robert Solé

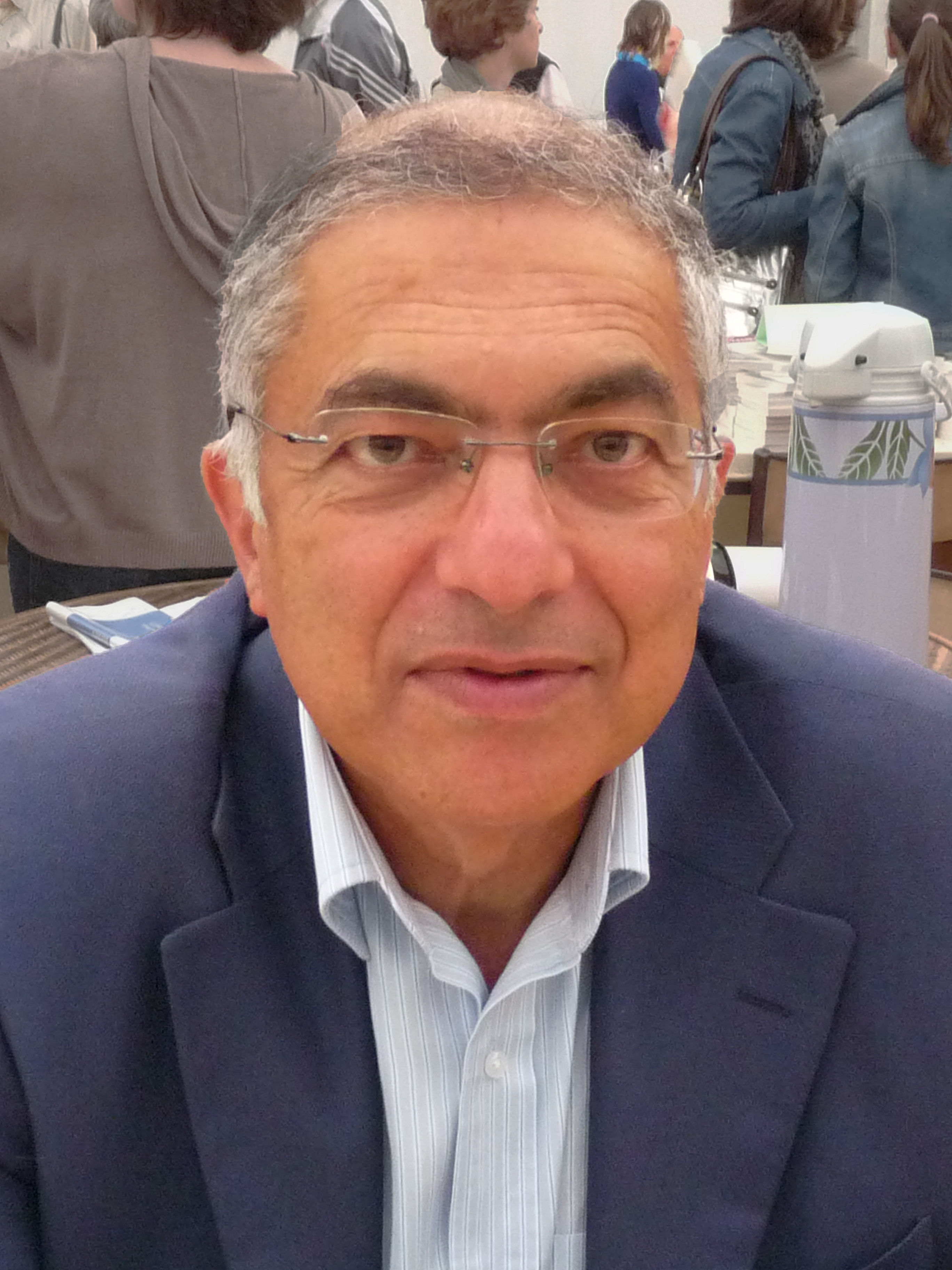
Robert Solé beim Bücherfest Le Livre sur la Place in Nancy 2011

Robert Solé (* 14. September 1946 in Kairo) ist ein französischer Schriftsteller und Journalist.

## Leben
Solé, Sohn einer aus Syrien stammenden christlichen Familie, verbrachte seine Kindheit und Jugend in Ägypten. Seine Schulbildung erhielt er an französischsprachigen ägyptischen Schulen, zunächst am Lycée franco-égyptien in Heliopolis, dann am Collège de la Sainte Famille in Kairo, einer traditionsreichen, von Jesuiten betriebenen Privatschule, die er mit dem französisch-ägyptischen Baccalauréat abschloss. An einer ebenfalls vom Jesuitenorden getragenen Privatschule in einer Vorstadt von Beirut (Libanon), Notre-Dame de Jamhour, kam das französische Baccalauréat hinzu. Mit 17 Jahren wanderte er 1964 nach Frankreich aus und absolvierte ein Journalistikstudium an der École Supérieure de Journalisme in Lille. 1967 begann er als Redakteur bei der Tageszeitung Nord-Eclair in Roubaix zu arbeiten und wechselte zwei Jahre später zu Le Monde.
Bei dieser Zeitung ist Solé seitdem geblieben. Er arbeitete zunächst für deren Rubrik „Religion“, später war er Auslandskorrespondent in Rom (1974 bis 1980) und Washington (1980 bis 1983). Danach kehrte er nach Paris zurück, zunächst als Chef vom Dienst für die Rubrik „Gesellschaft“ (Société), später als Chefredakteur und stellvertretender Chefredakteur des Blattes. Von 1998 bis 2007 arbeitete er als médiateur für Le Monde, das heißt, er war als Ombudsman für die Kommunikation zwischen Lesern und Redaktion sowie für die Betreuung der Leserbriefseite zuständig. Solé hat diese 1994 eingeführte Funktion wesentlich geprägt, nicht zuletzt durch eine jeden Samstag erscheinende Kolumne von seiner Hand. Ab 2007 leitete Solé die Literaturbeilage der Zeitung, Le Monde des Livres, bis zu seinem Ruhestand, den er am 3. März 2011 antrat. Von 2006 bis 2011 schrieb er täglich eine kurze Kolumne auf der letzten Seite von Le Monde.
Bereits in den 1970er Jahren begann Solé Sachbücher zu veröffentlichen. Themen waren die „neuen Christen“ der 1970er Jahre und die „terroristische Herausforderung“ im Zusammenhang mit der Ermordung von Aldo Moro. Seinen Durchbruch als Schriftsteller erreichte er mit dem 1992 erschienenen Roman Le Tarbouche („Der Tarbusch“), einer Familiengeschichte aus Ägypten, die sich vom Beginn des 20. Jahrhunderts bis zur Auswanderung beinahe aller Familienmitglieder um 1960 erstreckt und im Milieu der griechisch-katholischen Gemeinde Kairos spielt, also dem Milieu, das Solé aus seiner Kindheit und Jugend vertraut war. Er erhielt dafür den Prix Méditerranée. Der Roman wurde mehrfach neu aufgelegt und ins Deutsche, Englische und Polnische übersetzt.
Damit hatte Solé das Thema für seine belletristische Produktion gefunden. Eine Reihe weiterer Romane griff das Milieu und teilweise auch die Protagonisten des Tarbouche wieder auf, also die Mitglieder des Familienclans um den Geschäftsmann und Tarbusch-Fabrikanten Georges Batrakani. Dazu schrieb Solé eine große Zahl weiterer Sachbücher, die ebenfalls um das Thema Ägypten kreisten, unter anderem über den Stein von Rosetta, Napoleon Bonapartes ägyptisches Abenteuer und das Ägypten des 20. Jahrhunderts.

## Werke

### Sachbücher
- Les nouveaux Chrétiens („Die neuen Christen“). Paris, Seuil. 1975
- Le défi terroriste. Leçons italiennes à l’usage de l’Europe („Die terroristische Herausforderung. Italienische Lektionen zum Gebrauch für Europa“). Paris, Seuil. 1979. ISBN 2-02-005015-3
- L’Égypte, passion française („Ägypten, französische Passion“). Paris, Seuil. 1997. ISBN 2-02-028144-9
- Les Savants de Bonaparte („Die Gelehrten von Bonaparte“). Paris, Seuil. 1998. ISBN 2-02-033845-9
- La Pierre de Rosette („Der Stein von Rosette“). Mit Dominique Valbelle. Paris, Seuil. 1999. ISBN 2-02-037130-8
- Dictionnaire amoureux de l’Égypte („Amouröses Wörterbuch Ägyptens“). Paris, Plon. 2001. ISBN 2-259-19189-4
- Voyages en Égypte („Reisen in Ägypten“). Mit Marc Walter und Sabine arqué. Paris, Chêne. 2003. ISBN 2-84277-451-5. 2003. Deutsche Übersetzung unter dem Titel: Legendäre Reisen in Ägypten. München, Frederking & Thaler. 2004. ISBN 3-89405-628-2
- Le grand voyage de l’obélisque („Die große Reise des Obelisken“). Paris, Seuil. 2004. ISBN 2-02-039279-8
- Bonaparte à la conquête de l’Égypte („Bonaparte bei der Eroberung Ägyptens“). Paris, Seuil. 2004. ISBN 3-89405-628-2
- Fous d’Égypte. Entretiens avec Florence Quentin („Verrückt nach Ägypten. Unterhaltungen mit Florence Quentin“). Mit Jean-Pierre Corteggiani und Jean-Yves Empereur. Paris, Bayard. 2005. ISBN 2-227-47458-0
- L’Égypte d’hier en couleurs („Das Ägypten von gestern in Farbe“). Mit Max Karkégi. Paris, Chêne. 2008. ISBN 978-2-84277-912-2

### Romane
- Le Tarbouche („Der Tarbusch“). Paris, Seuil. 1992. ISBN 2-02-013533-7. Deutsche Übersetzung unter dem Titel: Der Kaufmann von Kairo. München, Droemer-Knaur. 1993. ISBN 3-426-63005-2
- Le Sémaphore d’Alexandrie („Der Semaphor von Alexandria“). Paris, Seuil. 1994. ISBN 2-02-019360-4. Deutsche Übersetzung unter dem Titel: Die Straßen von Alexandria. München, Droemer-Knaur. 1996. ISBN 3-426-63066-4
- La Mamelouka. Paris, Seuil. 1996. ISBN 2-02-023901-9. Deutsche Übersetzung unter dem Titel: Mamelouka. München, Droemer-Knaur. 1998. ISBN 3-426-63091-5
- Mazag. Paris, Seuil. 2000. ISBN 2-02-039280-1
- Une soirée au Caire („Ein Abend in Kairo“). Paris, Seuil. 2010. ISBN 978-2-02-103001-3
- La vie éternelle de Ramsès II („Das ewige Leben von Ramses II.“). Paris, Seuil. 2011. ISBN 978-2-02-096338-1